# Beautiful (朴政珉單曲)
《Beautiful》是韓國人氣男子組合SS501成員朴政珉，於2012年11月14日由Yamaha A&R企劃、CJ E&M Music所發行的第二張個人韓語單曲。

## 發行過程
2012年10月9日朴政珉親自於個人推特透露與Viva Soul成員金Zuwan一同合作新曲，並挑戰原聲抒情歌體裁的歌曲於11月回歸韓語歌壇；12日在拍攝MV的空檔接受OH MY STAR的採訪中表示現正拍攝MV的新曲將是首使人激動興奮的動感歌曲。11月14日發行名為《Beautiful》的新專輯，此為繼2011年1月20日個人首支主打曲「Not Alone」在韓國甚至整個亞洲地區進行華麗的出道宣告後，時隔22個月再次發行的專輯，此外，所屬經紀公司YAMAHA A&R有關人士表示：
『朴政珉的新專輯‘Beautiful’是朴政珉首次個人參與製作的專輯，專輯的整體主題定位計畫，以及歌曲的選定錄音等都由朴政珉親自參與策劃。』
同時，他也參與MV與專輯封面的視覺設計，充分地發揮了自身所擁有的天賦與歌唱能力，展現令人感到激情的「朴政珉 Brand New Style」。專輯共收錄由朴政珉親自作詞的主打歌曲〈Beautiful〉與和Viva Soul成員金Zuwan合作的歌曲〈你知道的〉等4首新曲。

### 音樂錄影帶
2012年10月12日朴政珉出現於京畿道南楊州市的某攝影棚，以2008年演出的音樂劇《GRASE》中的〈星期六夜晚的激情〉場景，搭配身著令人想起迪斯科風格的服飾展現華麗的舞蹈，並於同月14日經由enews24報導得知MV拍攝花費近28小時，而在11月5日公開的預告中他完美地消化華麗且洗練的服裝，亦藉由反轉地原聲旋律呈現雙重地魅力，隨後於11月12日公開的第二版MV預告畫面是由五個不同的背景轉化而成。完整版本MV則於11月14日公開當中他以不同年代的造型現身，無論是復古Disco風亦或是英式紳士風，都一一展現其多變的可塑性。
- 導演：문성주（Moon Sang Joo）

### 造型
11月2日上午通過其官方Facebook（http://www.facebook.com/OfficialParkJungMin（页面存档备份，存于） ）公開第二張SOLO專輯《Beautiful》的專輯封面照。在公開的封面照中朴政珉身穿晚禮服，燦爛的笑容凝望著鏡頭。照片中還顯示了專輯名《Beautiful》和發行日期。

## 曲目
| 朴政珉【Beautiful】 | 朴政珉【Beautiful】        | 朴政珉【Beautiful】 | 朴政珉【Beautiful】                            | 朴政珉【Beautiful】           | 朴政珉【Beautiful】 | 朴政珉【Beautiful】 |
| 曲序                | 曲目                       |                     | 作曲                                           | 编曲                          | 製作人              | 时长                |
| ------------------- | -------------------------- | ------------------- | ---------------------------------------------- | ----------------------------- | ------------------- | ------------------- |
| 1.                  | Beautiful（뷰티풀）        | 朴政珉              | Denniz Jam, Derrick Palmer, Alexander Holmgren | Various Artists , Denniz Jamm |                     | 3:37                |
| 2.                  | 你知道的（있잖아요）       | ZUWAN               | ZUWAN                                          | ZUWAN                         | ZUWAN               | 3:08                |
| 3.                  | Beautiful（Acoustic Ver.） | 朴政珉              | Various Artists , Denniz Jamm , Derrick Palmer | ZUWAN                         |                     | 4:01                |
| 4.                  | Beautiful（Inst.）         |                     |                                                |                               |                     | 3:34                |

### 曲目介紹
1. Beautiful
  - 是由瑞典的天才作曲家Alexander Holmgren、 Denniz Jam、Derrick Palmer作曲，朴政珉親自填詞的作品。是首通過Acid pop為基盤的英倫風舞曲。歌詞描述男子對一見鍾情的曼妙女子難耐的心情，從前奏具有節奏感的電子吉他聲開始到與副歌的口哨聲構成絕妙和諧的BAND表演。該曲除舞曲版外亦有不插電版本以清新的木吉他為主，呈現朴政珉最原始純粹的天籟美聲。
2. 你知道的
  - 朴政珉與韓國Viva Soul（朝鲜语：비바소울）樂團成員金Zuwan共同製作的歌曲，是首能透Acoustic摩登搖滾曲風展現朴政珉全新面貌的作品，傳遞著撫慰孤單人們的感性歌詞，完整無缺地傳達朴政珉濕潤的歌聲，此外，透過Zuwan製作的英倫曲調所搭配的暖暖吉他聲，彷彿像是在凜冽寒風中為已凍結的心口獻上漫溢的溫暖。

## 成績
在14日發售的朴政珉新單曲「Beautiful」，不管是韓國的專輯總銷量、每日排行榜都獲得第一名。還有，在日本的K-POP新聞網Kstyle的每日MV也獲得首位。並於Kstyle的MV排行榜上，除了「Beautiful」之外的「Not Alone」「幸福的眼淚」與朴政珉於日本以ROMEO企劃出道的單曲「Give Me Your Heart」分別囊括1～4名。根據韓國音樂網GAON統計2012年11月11日至11月17日數位音源綜合榜周間排名位居190名，合計韓國soribada、ollehmusic、melon、bugs音源網之線上連續播放、下載、BGM、手機鈴聲銷售量總和為1,012,005。

### 專輯排名
| 單曲      | 最高位置 | 最高位置 | 最高位置 | 最高位置 | 最高位置 |
| 單曲      | Hanteo   | Hanteo   | Gaon     | Gaon     | Gaon     |
| 單曲      | 日間排名 | 周間排名 | 周間排名 | 月間排名 |          |
| --------- | -------- | -------- | -------- | -------- | -------- |
| 單曲      | 1        | 4        | 3        | 8        |          |
| 單曲      | 銷量     | 銷量     | 銷量     | 銷量     | 銷量     |
| Beautiful | 2,406    | 5,919    | 9,623    | 9,623    |          |

### MV排名
| Beautiful             | 1 | 13 | 64 | 1 | 1 | 1 | 42 | - |
| "*"表示仍在榜保持排名 |   |    |    |   |   |   |    |   |

## 活動紀錄
〈Beautiful〉的回歸舞台於11月15日Mnet《M! Countdown》的直播後展開序幕，在此之前亦先於11月13日參與MBC MUSIC《Show Champion》的事前錄影舞台，播出時間為11月27日。並於11月17日當日在MBC《Show! 音樂中心》演出回歸舞台後獲Naver即時搜尋榜一位。

### 宣傳
| 日期           | 行程內容                                            | 備註                  |
| 2012年11月19日 | 06:30pm~ 《大韓民國大眾文化藝術賞》紅地毯與祝賀舞台 | 11/29 SBS MTV錄影播出 |
| 2012年11月21日 | Arirang TV 電台《KPOPPIN》                          |                       |
| 2012年11月26日 | KBS 2FM 電台《SuperJunior的KISS THE RADIO》         | 可視                  |
| 2012年12月1日  | MBC 標準FM 電台《神童的深深打破》                   |                       |
| 2012年12月3日  | KBS 2FM 電台《洪眞卿的2點》                         |                       |
| 2012年12月8日  | MBC《改變世界的Quiz》                               | Ep.181                |
| 2012年12月17日 | Arirang TV《Showbiz Korea》The Sexy Artist          | Ep.469                |
| 2012年12月31日 | KBS 2FM 電台《SuperJunior的KISS THE RADIO》         | 一日DJ                |
| 2013年1月30日  | 香港《TVB新春黄金盛典》春節晚會表演舞台             | 2/9除夕夜播出         |

### 音樂現場
| 日期           | 電視台     | 名稱           | 備註                |
| Beautiful      |            |                |                     |
| 2012年11月15日 | Mnet       | M! Countdown   | 首場回歸舞臺        |
| 2012年11月17日 | MBC        | Show! 音樂中心 |                     |
| 2012年11月17日 | SBS        | 希望 TV SBS    |                     |
| 2012年11月21日 | Mnet       | Music Triangle | 不插電版本/舞曲版本 |
| 2012年11月25日 | SBS        | 人氣歌謠       |                     |
| 2012年11月27日 | Arirang TV | Simply K-pop   |                     |
| 2012年11月27日 | MBC MUSIC  | Show Champion  |                     |
| 2012年11月30日 | SBS MTV    | The Show       |                     |
| 2012年12月1日  | MTV        | 愛滋預防演唱會 | 錄製11/26           |
| 2012年12月4日  | Arirang TV | Simply K-pop   |                     |
| 2012年12月11日 | Arirang TV | Simply K-pop   |                     |
| 2012年12月11日 | MBC MUSIC  | Show Champion  |                     |
| 2012年12月18日 | Arirang TV | Simply K-pop   |                     |
| 2013年1月1日   | Arirang TV | Simply K-pop   |                     |

### 發售紀念簽名會
| 日期     | 時間     | 地點                           |
| 11月27日 | 04:00pm~ | （Yes24）上岩洞電影資料館 KOFA |
| 11月29日 | 08:00pm~ | Evan Records前Event court      |
| 12月9日  | 04:00pm~ | Synnara Record 釜山店          |

### 日本粉絲見面會
| 日期           | 時間                                        | 地點                              | 備註 |
| 2012年12月19日 | 開場07:00pm                                 | TOKYO DOME CITY HALL              | 朴政珉 X'mas Fan Meeting 2012 |
| 2012年12月20日 | 開場05:00pm                                 | 大阪希爾頓酒店                    | 朴政珉 X'mas Dinner Show "Beautiful" in Osaka                                                                                      |
| 2013年2月16日  | 開場15：00/開演15：30 開場18：30/開演19：00 | 澀谷區文化綜合中心 大和田櫻花大廳 | 朴政珉情人節歌迷見面會2013 晝公演：超能力探偵朴的事件簿 「情人節殺人事件」 夜公演：超能力探偵朴的事件簿 「再一次的情人節殺人事件」 |

## 發行歷史
| 版本   | 發行日期       | 地區 | 發行商       | 形式            |
| ------ | -------------- | ---- | ------------ | --------------- |
| 韓國盤 | 2012年11月14日 |      | CJ E&M Music | CD/數位音源下載 |

## 外部連結
- 朴政珉官方Facebook（页面存档备份，存于）
- （日語）朴政珉個人Twitter（页面存档备份，存于）
- （日語）朴政珉日本官方YOUTUBE頻道（页面存档备份，存于）
- Park Jung Min Billboard Korea Interview 〈Eng Sub〉（页面存档备份，存于）
- 박정민(Park Jung Min) - Beautiful (Acoustic Ver.) 官方全曲試聽（页面存档备份，存于）
- 박정민(Park Jung Min) - 있잖아요(Tender) 官方全曲試聽（页面存档备份，存于）
- 박정민, 아름다운 컴백! 첫 번째 All Producing 앨범 Beautiful
- Special 박정민 & 비바소울 ZUWAN의 어쿠스틱 콜라보레이션
- SS501 박정민, 두번째 싱글앨범 'Beautiful'로 컴백! 지니(Genie)에서 독점 영상&이미지를 만나보세요!